# Unió Democràtica Centre Ampli
Unió Democràtica Centre Ampli (UDCA, Unión Democrática Centro Amplio) fue un partido político catalán fundado en noviembre de 1978 por Antón Cañellas, junto con otros exmiembros de la Unión Democrática de Cataluña (UDC), como Francesc Blanch i Terrades, Santiago Guillén o Josep-Rafel Carreras de Nadal, tras ser expulsado de la UDC por su apoyo a la plataforma electoral establecida por la Unión de Centro Democrático (UCD) y la Unió de Centre de Catalunya (UCC). El partido quedaría registrado oficialmente en el Ministerio del Interior el 19 de diciembre de 1978, con Cañellas como secretario general.
En diciembre de 1979 se fusionaría con la alianza Centristes de Catalunya, y Cañellas se convertiría en presidente del partido recién unificado. En el momento de su disolución, el partido tenía 300 miembros.